# Leszek Włodzimierz Biały
Leszek Włodzimierz Biały (ur. 28 marca 1954 w Bytomiu) – polski pisarz, tłumacz, dyplomata. Doktor nauk humanistycznych. Od 2017 do 2023 ambasador RP w Panamie. 

## Życiorys
W 1973 ukończył Liceum Ogólnokształcące im. Marszałka Stanisława Małachowskiego w Płocku. W latach 1973–1980 studiował iberystykę i historię sztuki na Uniwersytecie Warszawskim. W 1997 doktoryzował się w zakresie literaturoznawstwa, specjalność – literatura hiszpańska, na podstawie pracy Autos sacramentales Calderona na tle epoki i dziejów gatunku (promotor: Kazimierz Sabik).
Od 1981 do 1986 wykładał historię Hiszpanii i historię sztuki hiszpańskiej w Instytucie Iberystyki UW. W okresie 1986–1989 był sekretarzem literackim Teatru Nowego w Warszawie. Należał wówczas do NSZZ „Solidarność”.
W 1990 wstąpił do służby dyplomatycznej. Był I sekretarzem ds. nauki i kultury w Ambasadzie RP w Madrycie (1990–1994), radcą ds. politycznych i zastępcą kierownika tamże (1998–2003) oraz zastępcą dyrektora Instytutu Polskiego w Bukareszcie (2013–2017). Między pobytami na placówkach pracował w Departamencie Europy MSZ, gdzie odpowiadał za relacje z państwami Półwyspu Pirenejskiego oraz w Departamencie Dyplomacji Publicznej i Kulturalnej, w którym zajmował się m.in. współpracą z krajami Ameryki Łacińskiej i strategią promocji Polski.
W 2017 został ambasadorem RP w Panamie. Listy uwierzytelniające na ręce prezydenta Panamy Juana Carlosa Varela złożył 24 października 2017. Odwołany ze skutkiem na 31 grudnia 2023.

## Publikacje
Zadebiutował w 1986 przekładem Wielkiego Teatru Świata Pedra Calderóna de la Barki (Teatr im. St. I. Witkiewicza w Zakopanem, reż. Andrzej Dziuk). Jego tłumaczenia Calderóna i Tirsa de Moliny grane były w wielu polskich teatrach, m.in. w reżyserii Tadeusza Kwinty, Tadeusza Słobodzianka, Mirosława Kocura i Krzysztofa Rekowskiego. Członek Stowarzyszenia Pisarzy Polskich.
Tłumacz z hiszpańskiego
- "Zwodziciel z Sewilli" Tirsa de Moliny i "Don Juan" Moliera, Warszawa: Wydawnictwa Uniwersytetu Warszawskiego, 1985, OCLC 839005111.
- Pedro Calderón de la Barca, Wielki teatr świata, Białystok: Białostocki Teatr Lalek, 1989.
- Pedro Calderón de la Barca, Książę Niezłomny, Warszawa: Wydawnictwo Literackie, 1990, ISBN 83-08-02008-9.
- Pedro Calderón de la Barca, Autos sacramentales, Wrocław; Warszawa; Kraków: Zakład Narodowy im. Ossolińskich, 1997, ISBN 83-04-04358-0.
- Tirso de Molina, Dramaty, Wrocław, Kraków: Zakład Narodowy im. Ossolińskich, 1999, ISBN 83-04-04447-1.

Autor
- Dzieje Inkwizycji Hiszpańskiej, Warszawa: Książka i Wiedza, 1989, ISBN 83-05-12129-1.
- Źródło Mamerkusa, Warszawa: Wydawnictwo Nowy Świat, 2010, ISBN 978-83-7386-362-0.
- Czarny huzar, Gdynia: Novae Res, 2017, ISBN 978-83-8083-449-1.

## Nagrody i wyróżnienia
- Nagroda Warszawskiej Premiery Literackiej – Książka Czerwca 2010 za Źródło Mamerkusa[2]
- Nagroda Warszawskiej Premiery Literackiej – Książka Roku 2010 za Źródło Mamerkusa